# Presa navarro
Presa navarro (även basati alaunt) är en hundras från Spanien. Dess ursprung är provinsen Navarra i norra Spanien. Den är en smidig molosserhund som började avlas fram i början av 1990-talet för att få fram en modern jaktmastiff för jakt på storvilt. Rasen är inte officiellt erkänd av den spanska kennelklubben Real Sociedad Canina en España (RSCE), men är listad i grupos étnicos caninos för regionalt förankrade hundraser. En provisorisk standard är fastställd.